# Disperis kamerunensis
Espèce
Synonymes
- Disperis preussii Rolfe[1]

Statut de conservation UICN

 EN B1+2a : En danger
Disperis kamerunensis est une espèce de plantes (de la famille des orchidées) endémiques du Cameroun que l'on retrouve uniquement sur le mont Cameroun. Les individus de cette espèce n'ont pas été rencontrés depuis 1930, et à ce jour elle est inscrite sur la liste rouge des espèces menacées selon l'UICN, comme une espèce en voie de disparition.